# Dion Dublin
Dion Dublin (Leicester, 22 de abril de 1969) é um ex-futebolista inglês que atuava como centroavante.

## Carreira
Depois de jogar em times amadores da região de Leicester, o atacante iniciou sua carreira profissional em 1988, no Norwich City, porém não chegou a jogar. No mesmo ano, foi contratado pelo Cambridge United sem custos, onde jogou inicialmente como zagueiro. Porém, o clube descobriu um potencial ofensivo em Dublin, que seria remanejado para o ataque, fazendo 52 gols em 156 partidas. Ainda em 1988, disputou um jogo pelo Barnet, por empréstimo.
Valorizado, The Dube chamou a atenção do poderoso Manchester United, que pagou 1 milhão de libras por seus serviços. Era considerado o "plano B" de Alex Ferguson, uma vez que Alan Shearer optou em defender o Blackburn quando estava praticamente fechado com o United. A passagem de Dublin por Old Trafford foi rápida: apenas 12 jogos e dois gols.
Ele ainda jogou pelo Coventry City, onde chegou em 1994 e disputou 145 partidas, com 61 gols, e também pelo Aston Villa, onde permaneceria durante seis temporadas (155 partidas e 48 gols). Em 2002 foi emprestado ao Millwall, entrando em campo apenas cinco vezes e fazendo dois gols.
Passou ainda por Leicester City e Celtic, sem grande destaque, antes de voltar ao Norwich City em 2006, desta vez para jogar profissionalmente. Em maio de 2008, Dublin jogou pela 613ª e última vez em sua carreira (nas quatro primeiras divisões do futebol inglês) contra o Sheffield Wednesday. Ao deixar o gramado de Hillsborough, foi ovacionado por torcedores, jogadores e até do árbitro Mark Clattenburg.

## Seleção Nacional
O primeiro jogo de Dublin pela Seleção Inglesa foi em fevereiro de 1998, contra o Chile, em amistoso disputado em Wembley.
Sua versatilidade em campo e a boa fase (fora o artilheiro da Premier League com 18 gols, empatado com Michael Owen e Chris Sutton) o credenciou para disputar a Copa do Mundo FIFA de 1998. Porém, o técnico Glenn Hoddle preferiu convocar o experiente Les Ferdinand, do Tottenham. A última partida pelo English Team foi contra a República Tcheca, em novembro do mesmo ano.

## Títulos
Cambridge United
- Terceira Divisão: 1990–91

Manchester United
- Premier League: 1992–93[8]
- Supercopa da Inglaterra: 1994

Aston Villa
- Taça Intertoto da UEFA: 2001[9]

Celtic
- Campeonato Escocês: 2005–06[10]
- Copa da Liga Escocesa: 2006[11]